# عبدالعزیز البلوشی
عبدالعزیز البلوشی (انگلیسی: Abdulaziz Al-Buloushi؛ زادهٔ ۴ دسامبر ۱۹۶۲) بازیکن سابق فوتبال اهل کویت است.

## تیم ملی
وی عضو تیم ملی فوتبال کویت در جام جهانی فوتبال ۱۹۸۲ بوده است.